# La vida de la razón
La vida de la razón, (publicado originalmente en inglés como The Life of Reason y subtitulada "fases del progreso humano") es un libro en cinco volúmenes publicados entre 1905 y 1906 del filósofo Jorge Santayana (1863-1952). Incluye La razón en el sentido común, La razón en la sociedad, La razón en la religión, La razón en el arte y La razón en la ciencia.
La obra se considera la expresión más completa de la filosofía moral de Santayana. Por el contrario, su obra magna Realms of Being, desarrolla su metafísica y su epistemología, particularmente en su doctrina de esencias. Santayana fue fuertemente influenciado por el materialismo de Demócrito y la ética de Aristóteles y su énfasis en el desarrollo natural de fines ideales.
La vida de la razón se considera una de las obras filosóficas más poéticas y bien escritas de la literatura occidental. Particularmente conocido es el aforismo de Santayana "Quienes no pueden recordar su pasado están condenados a repetirlo", de la página 284 de La vida de la razón.
En 1951, cerca del final de su vida, Santayana se dedicó a la tarea de producir un resumen en un volumen de La vida de la razón tras una petición de su editor en Scribner's. Contaba con la ayuda de su amigo y estudiante, Daniel Cory. Cory escribió en el prefacio, además de eliminar redundancias del libro. Lo explica en el prefacio así: "Se realizó un esfuerzo sostenido para dispersar las nieblas iniciales del idealismo del cuerpo realista de su filosofía y para hacer claro al lector que nuestra idea de un mundo natural nunca puede ser ese mismo mundo."

## La razón en la sociedad
Santayana desea, de acuerdo con Durant, "idear medios por los que los hombres puedan ser persuadidos hacia la virtud sin el estímulo de esperanzas y miedos sobrenaturales". Desafortunadamente, como dice en La razón en la sociedad, "una moral realmente racional, o un régimen social, nunca se ha dado en el mundo y es improbable que se encuentre". Su construcción es el lujo de los filósofos, debiendo los no filósofos confiar en el "desarrollo de esas emociones sociales, que pueden florecer en la atmósfera generosa del amor y el hogar".
Concuerda con Schopenhauer que, sobre el amor, "nueve décimos de la causa del amor están en el amor por un décimo que está en el objeto" y que el amor "fusiona el alma de nuevo en el flujo ciego e impersonal". Así, defiende el amor como la experiencia más realizante de la vida: "Se dice que Laplace dijo en su lecho de muerte que la ciencia era mera insignificancia, que nada era real sino el amor". La familia y los hijos son inmensamente importantes pues "entregamos al fuego el seco manuscrito de nuestras vidas más voluntariamente cuando encontramos el texto inmortal medio concentrado en una copia mejor".
Aunque las familias proporcionan la unidad básica de funcionamiento entre las personas, es necesario ir más allá. Por ello, defiende una "aristocracia natural" pues, aunque el estado es un "monstruo", acepta su necesidad para proporcionar estabilidad y seguridad para sus constituyentes. Esta "aristocracia natural" (debe notarse que Santayana no usa el término, siendo propio de las obras de Thomas Jefferson) se basa en el desagrado de Santayana por la igualdad. Santayana defiende, como Platón, que "la igualdad de los no iguales es desigualdad" aunque defiende la igualdad de oportunidades. 
Más aún, Santayana desconfía de la democracia, esa "tiranía vulgar y anónima" siguiendo la filosofía de Platón. Su sociedad ideal sería una meritocracia en la que los más competentes y capaces deberían gobernar, teniendo todos los hombres y mujeres un camino abierto para ello: "La única igualdad que subsistiría sería la igualdad de oportunidades". Anticipando a John Rawls, Santayana afirma: "si no fuera por la excelencia de la típica vida aislada, ninguna nación merece ser recordada más que las arenas del mar". Rawls, en Teoría de la justicia apunta que "la aristocracia natural [de Santayana] es una interpretación posible de los dos principios de justicia", aunque finalmente rechaza sus tesis en favor de una concepción democrática de la igualdad.
Santayana defiende así una mezcla de aristocracia y democracia y cree que bajo ese sistema las artes y las ciencias florecerían y se minimizaría la corrupción. La abundancia de la corrupción en los gobiernos, a menudo un vehículo para la guerra, es el peor de los crímenes de los estados. El exceso de patriotismo es también abyecto para Santayana, que lo considera responsable de muchos crímenes de los estados. Aunque no desarrolla ninguna filosofía de las relaciones internacionales, sugiere que el desarrollo del deporte internacional puede proporcionar un "equivalente moral para la guerra" y que el comercio entre las naciones acerca la paz entre ellos.
Finalmente lamenta el ascenso del industrialismo, citando a Emerson: "las cosas están en la silla y cabalgan a la humanidad". El ocio es crítico para la sociedad pues es necesario para el desarrollo de la cultura y las artes ya que la "civilización hasta ahora ha consistido en la difusión y dilución de los hábitos que nacen en los centros privilegiados". El sueño americano y el sueño del laissez-faire en la economía es para él una mentira, responsable de las luchas sin fin del hombre moderno.

## La razón en la religión
Aunque era filosóficamente un ateo, Santayana suele ser descrito como un católico en cuanto a estética. Influenciado por su herencia católica española, lamenta su pérdida de fe llamando a la creencia religiosa (especialmente la católica) un "error espléndido, que reconforta mejor los impulsos del alma" que la vida.
Durant dice de él: "logra su obra maestra en 'La razón en la religión', llenando sus páginas escépticas con una tenue tristeza y encontrando en la belleza del catolicismo plena razón para amarlo a pesar de todo". Santayana desprecia el duro tratamiento de la religión por muchos "satíricos comidos por los gusanos" y enfatiza la importancia de la religión para entender al hombre. Para él, la religión es común a todos los hombres. Con el toque de un poeta, alaba la belleza de los mitos religiosos mientras condena a las llamas el tratamiento literal de la religión.[cita requerida]. Se burla en particular de los "bárbaros norteños", responsables del Protestantismo y cree que son los mayores responsables de la interpretación literal (y por ello, de la pérdida) de la poesía cristiana.

## La razón en la ciencia
Santayana sostiene que la razón se basa en la ciencia, pues "la ciencia contiene todo el conocimiento confiable". A pesar de ello, admite los límites de la ciencia y la razón para hallar verdades metafísicas, mantiene que el método científico es "solo una descripción de regularidades observadas en nuestra experiencia". Dice, en La razón en el sentido común: la fe en el intelecto es la única fe que ha dado frutos hasta ahora."
Sin proponer ninguna metafísica nueva, Santayana usa la filosofía clásica en la vida moderna. Admira el atomismo de Demócrito y la razón técnica de Aristóteles. Santayana se muestra así como un materialista y naturalista que rechaza con contundencia las metafísicas místicas de muchos de sus contemporáneos como el panteísmo de Spinoza. Para Santayana, "la palabra naturaleza es lo bastante poética, sugiere suficientemente la función generadora y controladora, la vitalidad sin fin y el cambiante orden del mundo en el que vivo".
En La vida de la razón, el materialismo y el mecanicismo son las fuerzas que gobiernan el universo. Nada queda fuera de sus leyes, ni siquiera los humanos. Manteniéndose en este materialismo, Santayana niega la existencia de un alma transcendente, posicionándose al decir "el alma es solo una rápida y bella organización en el animal material". Rechaza la inmortalidad en sus acepciones comunes, como en Escepticismo y fe animal: "Creo que no hay nada inmortal... Sin duda el espíritu y la energía del mundo es lo que actúa sobre nosotros, como el mar se eleva en cada pequeña ola; pero pasa a través de nosotros y, lo lloremos como queramos, seguirá. Nuestro privilegio es haberlo percibido en su pasar.". Sin embargo, abraza una visión poco ortodoxa de la inmortalidad, similar a la de Spinoza:

Aquel que vive en lo ideal y lo expresa en la sociedad o el arte disfruta una doble inmortalidad. Lo eterno lo ha absorbido mientras vivía y cuando muere su influencia le traerá a otros a la misma absorción, haciéndolos a través de ese ideal uno con lo mejor de él, reencarnaciones y asiento permanente de todo lo que en él podría esperar racionalmente ser rescatado de la destrucción. Puede decirse, sin ningún subterfugio o deseo de autoengaño, que él no morirá completamente, pues tendrá una mejor noción que lo vulgar de su ser. Convirtiéndose en espectador y confesor de su propia muerte y de su mutación universal, se habrá identificado a sí mismo con lo que es espiritual; y concibiéndose a sí mismo así, puede verdaderamente sentir y saber lo que es eterno.
—La razón en la religión, p. 273